# The Touch of Satan
The Touch of Satan is een Amerikaanse horrorfilm uit 1971. De film werd geregisseerd door Tom Laughlin onder het pseudoniem “Don Henderson”. De hoofdrollen werden vertolkt door Michael Berry, Emby Mellay en Lee Amber.

## Verhaal
De film draait om Jodie Lee Thompson, een jongeman die op weg is naar Californië. Onderweg stopt hij even bij een boerderij. Hier ontmoet hij Melissa, de dochter van de boer, op wie hij meteen verliefd wordt. Althans, zo lijkt het. De kijker komt er al snel achter dat Melissa in werkelijkheid een 120 jaar oude heks is. Haar zogenaamde “overgrootmoeder” Lucinde is in werkelijkheid haar zus. Wanneer Lucinde een politieagent vermoordt, komt Jodie in een complexe situatie terecht.

## Rolverdeling
| Acteur          | Personage          |
| --------------- | ------------------ |
| Michael Berry   | Jodie Lee Thompson |
| Emby Mellay     | Melissa Strickland |
| Lee Amber       | Luther Strickland  |
| Yvonne Winslow  | Molly Strickland   |
| Jeanne Gerson   | Lucinda Strickland |
| Robert Easton   | Mr. Keitel         |
| Lew Horn        | Deputy John Mason  |
| Sharon Crabtree | Young Lucinda      |
| John J. Fox     | Attendant          |
| Hal K. Dawson   | Mr. Gentry         |
| Frank Jansen    | Frank Larsen       |
| Ellen Bailey    | Sarah Strickland   |

## Achtergrond
De film werd bespot in de cultserie Mystery Science Theater 3000.
Het experimentele muziekproject This Is Where the Fish Lives is vernoemd naar een dialoog uit de film.